# Palaeomolis tristis
Palaeomolis tristis är en fjärilsart som beskrevs av Adalbert Seitz 1910. Palaeomolis tristis ingår i släktet Palaeomolis och familjen björnspinnare. Inga underarter finns listade i Catalogue of Life.